# Matteo Guarise
Matteo Guarise (ur. 15 września 1988 w Rimini) – włoski łyżwiarz figurowy, startujący w parach sportowych z Lucrezią Beccari. Trzykrotny uczestnik igrzysk olimpijskich: (2014, 2018, 2022), mistrz Europy (2024), medalista zawodów z cyklu Grand Prix i Challenger Series, brązowy medalista zimowej uniwersjady (2013) oraz 6-krotny mistrz Włoch (2016–2020).
Guarise rozpoczynał od wrotkarstwa, które uprawiał do 2009 roku. W 2008 roku został mistrzem świata we wrotkarstwie w parze Sarą Venerucci.

## Osiągnięcia

### Z Lucrezią Beccari
| Zawody                        | 22–23          | 23–24          |                |                |                |                |                |                |                |                |                |                |                |                |                |                |                |
| Międzynarodowe                | Międzynarodowe | Międzynarodowe | Międzynarodowe | Międzynarodowe | Międzynarodowe | Międzynarodowe | Międzynarodowe | Międzynarodowe | Międzynarodowe | Międzynarodowe | Międzynarodowe | Międzynarodowe | Międzynarodowe | Międzynarodowe | Międzynarodowe | Międzynarodowe | Międzynarodowe |
| ----------------------------- | -------------- | -------------- | -------------- | -------------- | -------------- | -------------- | -------------- | -------------- | -------------- | -------------- | -------------- | -------------- | -------------- | -------------- | -------------- | -------------- | -------------- |
| Mistrzostwa świata            | 9              |                |                |                |                |                |                |                |                |                |                |                |                |                |                |                |                |
| Mistrzostwa Europy            | 7              | 1              |                |                |                |                |                |                |                |                |                |                |                |                |                |                |                |
| GP NHK Trophy                 |                | 2              |                |                |                |                |                |                |                |                |                |                |                |                |                |                |                |
| GP Skate Canada International |                | 3              |                |                |                |                |                |                |                |                |                |                |                |                |                |                |                |
| CS Lombardia Trophy           |                | 4              |                |                |                |                |                |                |                |                |                |                |                |                |                |                |                |
| CS Nebelhorn Trophy           |                | 2              |                |                |                |                |                |                |                |                |                |                |                |                |                |                |                |
| CS Warsaw Cup                 | 4              |                |                |                |                |                |                |                |                |                |                |                |                |                |                |                |                |
| Krajowe                       |                |                |                |                |                |                |                |                |                |                |                |                |                |                |                |                |                |
| Mistrzostwa Włoch             | 3              | 2              |                |                |                |                |                |                |                |                |                |                |                |                |                |                |                |

### Z Nicole Della Monica
| Zawody                        | 11–12          | 12–13          | 13–14          | 14–15          | 15–16          | 16–17          | 17–18          | 18–19          | 19–20          | 20–21          | 21–22          |                |                |                |                |                |                |
| Międzynarodowe                | Międzynarodowe | Międzynarodowe | Międzynarodowe | Międzynarodowe | Międzynarodowe | Międzynarodowe | Międzynarodowe | Międzynarodowe | Międzynarodowe | Międzynarodowe | Międzynarodowe | Międzynarodowe | Międzynarodowe | Międzynarodowe | Międzynarodowe | Międzynarodowe | Międzynarodowe |
| ----------------------------- | -------------- | -------------- | -------------- | -------------- | -------------- | -------------- | -------------- | -------------- | -------------- | -------------- | -------------- | -------------- | -------------- | -------------- | -------------- | -------------- | -------------- |
| Igrzyska olimpijskie          |                |                | 16             |                |                |                | 10             |                |                |                | 13             |                |                |                |                |                |                |
| Mistrzostwa świata            | 15             | 14             | 16             | 14             | 11             | 13             | 5              | 8              | C              | 8              |                |                |                |                |                |                |                |
| Mistrzostwa Europy            |                | 9              | 8              | 6              | 6              | 8              | 6              | 4              | 4              |                |                |                |                |                |                |                |                |
| GP Finał Grand Prix           |                |                |                |                |                |                |                | 5              |                |                |                |                |                |                |                |                |                |
| GP Gran Premio d’Italia       |                |                |                |                |                |                |                |                |                |                | 4              |                |                |                |                |                |                |
| GP Cup of China               |                |                |                | 5              |                | 5              | 4              |                | 4              |                |                |                |                |                |                |                |                |
| GP NHK Trophy                 |                | 7              |                |                |                |                |                |                | 8              |                |                |                |                |                |                |                |                |
| GP Rostelecom Cup             |                | 7              |                |                |                |                |                | 2              |                |                | 7              |                |                |                |                |                |                |
| GP Skate Canada International |                |                |                |                |                | 6              |                |                |                |                |                |                |                |                |                |                |                |
| GP Internationaux de France   |                |                | 8              | 6              | 5              |                | 3              |                |                | C              |                |                |                |                |                |                |                |
| GP Grand Prix Helsinki        |                |                |                |                |                |                |                | 2              |                |                |                |                |                |                |                |                |                |
| CS Finlandia Trophy           |                |                |                |                |                |                | 2              |                |                |                |                |                |                |                |                |                |                |
| CS Golden Spin Zagrzeb        |                |                |                |                | 6              | 1              |                |                |                |                |                |                |                |                |                |                |                |
| CS Ice Challenge              |                |                |                |                | 3              |                |                |                |                |                |                |                |                |                |                |                |                |
| CS Lombardia Trophy           |                |                |                |                |                | 1              | 2              | 3              |                |                | 1              |                |                |                |                |                |                |
| CS Warsaw Cup                 |                |                |                |                | 2              |                |                |                |                |                |                |                |                |                |                |                |                |
| Bavarian Open                 | 3              |                |                |                |                |                |                |                |                |                |                |                |                |                |                |                |                |
| International Cup of Nice     |                | 3              | 7              | 1              |                |                |                |                |                |                |                |                |                |                |                |                |                |
| Lombardia Trophy              |                |                | 5              |                |                |                |                |                |                |                |                |                |                |                |                |                |                |
| Memoriał Ondreja Nepeli       |                | 3              |                |                |                |                |                |                |                |                |                |                |                |                |                |                |                |
| Mentor Toruń Cup              |                |                |                | 1              |                |                |                |                |                |                |                |                |                |                |                |                |                |
| Zimowa Uniwersjada            |                |                | 3              |                |                |                |                |                |                |                |                |                |                |                |                |                |                |
| Krajowe                       |                |                |                |                |                |                |                |                |                |                |                |                |                |                |                |                |                |
| Mistrzostwa Włoch             | WD             | 2              | 2              | 2              | 1              | 1              | 1              | 1              | 1              | 1              | 1              |                |                |                |                |                |                |
| Zawody drużynowe              |                |                |                |                |                |                |                |                |                |                |                |                |                |                |                |                |                |
| Igrzyska olimpijskie          |                |                |                |                |                |                | 4 T            |                |                |                | 7T 7 P         |                |                |                |                |                |                |
| World Team Trophy             |                |                |                |                |                |                |                | 6 T 3 P        |                | 4 T 4 P        |                |                |                |                |                |                |                |
| Team Challenge Cup            |                |                |                |                | 2 T 5 P        |                |                |                |                |                |                |                |                |                |                |                |                |